# TeleAsturias

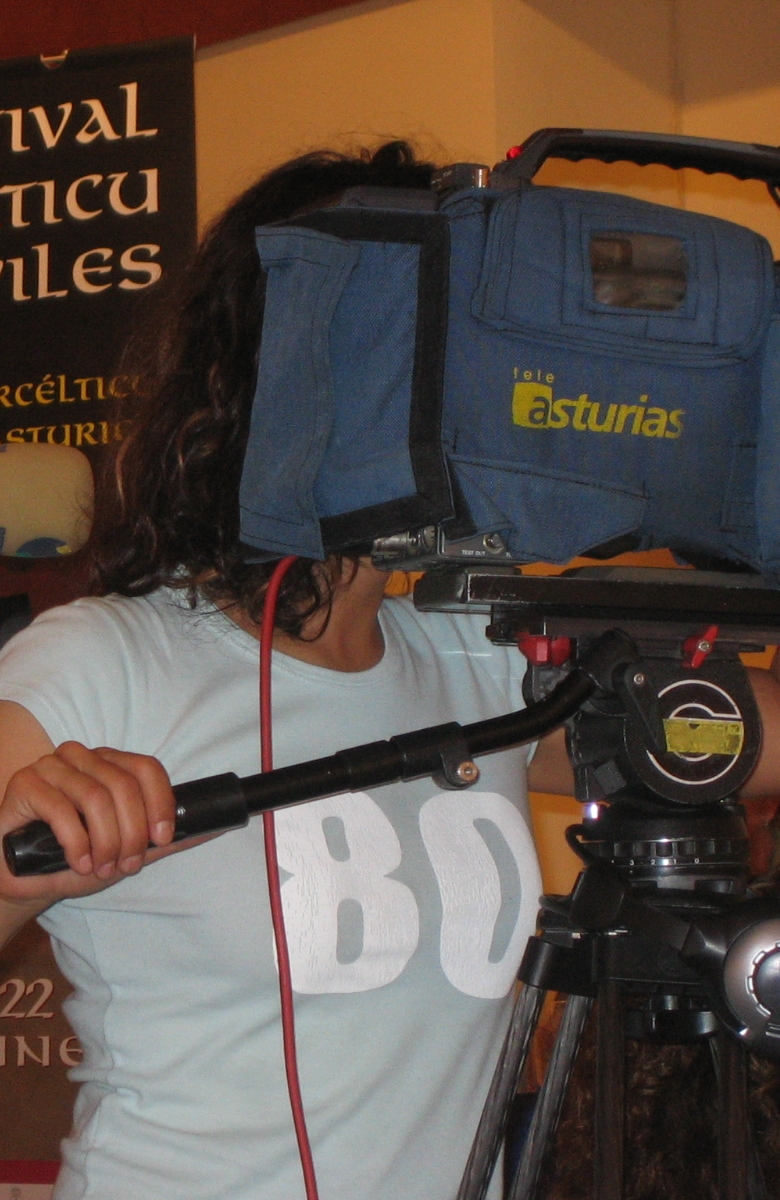
Camarógrafo de TeleAsturias en una rueda de prensa.

TeleAsturias fue fundada en 1998 por Rodolfo Cachero. Contó hasta con 80 profesionales en sus filas e hizo contenidos de debates, cine, cultura, deportes, teletienda, videncia, un late-night informativo nocturno pionero en las televisiones asturianas y "Redacción TeleAsturias" (informativo) que ofrece noticias a través de cuatro ediciones diarias.